# Bridget Fonda
Bridget Jane Fonda, coneguda artísticament com a Bridget Fonda (Los Angeles, Califòrnia, 27 de gener del 1964) és una actriu estatunidenca. La seva filmografia principal inclou títols com Easy Rider (1969), El Padrí III (1990), Single White Female (1992), Singles (1992), Point of No Return (1993), Little Buddha (1993), Et podria passar a tu (1994), El balneari de Battle Creek (1994), City Hall: l'ombra de la corrupció (1996), Tocat (1997), Jackie Brown (1997), A Simple Plan (1999) i Kiss of the Dragon (2001).

## Biografia
Bridget va néixer a Los Angeles, Califòrnia dins d'una família dedicada a la interpretació, inclosos el seu avi Henry Fonda, els seus pares Peter Fonda i Susan Brewer, i la seva tia Jane Fonda.
Va rebre el seu nom pel de Bridget Hayward, amor de joventut del seu pare. Els seus pares es van separar el 1972, i posteriorment Peter es va casar amb Portia Rebecca Crockett, que la va criar al costat del seu germà, Justin, a Los Angeles.
Bridget va anar a la Westlake School for Girls a Los Angeles. Durant aquest temps, va tenir poc contacte amb la seva família. El seu primer contacte amb la interpretació va tenir lloc en una obra de teatre escolar. El seu primer paper al cinema va ser una petita aparició en la pel·lícula de 1969 Easy Rider, i fins a 1988 no va aconseguir el seu primer paper parlat en una pel·lícula. Aquest any va aparèixer en les pel·lícules You Can't Hurry Love i Shag, ritme en els talons.
Bridget va estudiar actuació en la Tisch School of the Arts i en el Lee Strasberg Theatre Institute.
El seu primer paper important va ser a El Padrí III, com una atractiva periodista. Després de participar en algunes obres de teatre i petits papers en pel·lícules, el seu primer paper protagonista va ser en la pel·lícula Dona blanca soltera cerca (1992).
A partir de llavors, Bridget ha aparegut en diverses pel·lícules com L'assassina (1993), Jackie Brown (1997) o Kiss of the Dragon (2001).
El 29 de novembre de 2003, Fonda es va casar amb el compositor Danny Elfman. Tenen un fill, Oliver, nascut el gener de 2005.

## Filmografia
- Easy Rider (1969)
- Strapless (1989)
- Escàndol (1989)
- El padrí, Part III (1990)
- Frankenstein desencadenat (Frankenstein Unbound) (1990)
- Doctor Hollywood (Doc Hollywood) (1991)
- Laberint de ferro (1991)
- Out of the Rain (1991)
- Solters (1992)
- Dona blanca soltera busca (Single White Female) (1992)
- Leather Jackets (1992)
- L'exèrcit de les tenebres (1993)
- Maleït Nick (1993)
- L'assassina (Point of No Return) (1993)
- El petit buda (Little Buddha)(1993)
- El balneari de Battle Creek (1994)
- Et podria passar a tu (It Could Happen to You) (1994)
- Encanteri a la ruta maia (Rough Magic) (1995)
- City Hall (1996)
- Mr. Jealousy (1997)
- Touch (1997)
- In the Gloaming (1997)
- Jackie Brown (1997)
- A Simple Plan (1998)
- Break Up (1998)
- A la recerca de Graceland (1998)
- Mandíbules (Lake Placid) (1999)
- Un Angelito Rebel (2001)
- The Whole Shebang (2001)
- El cel no pot esperar (Delivering Milo) (2001)
- Kiss of the Dragon (2001)
- Monkeybone (2001)
- La reina de les neus (2002)

## Premis i nominacions
Nominacions
- 1990: Globus d'Or a la millor actriu secundària per Scandal
- 1997: Primetime Emmy a la millor actriu secundària en minisèrie o especial per In the Gloaming
- 2002: Globus d'Or a la millor actriu en minisèrie o telefilm per After Amy